# 상사초등학교
상사초등학교는 대한민국 전라남도 순천시 상사면 응령리에 있는 공립 초등학교이다.

## 학교 연혁
- 1932년 4월 23일 상사공립보통학교 개교(설립인가 2월 15일)(4년제)
- 1938년 4월 1일 상사공립심상소학교로 개칭
- 1941년 4월 1일 상사공립국민학교로 개칭
- 1950년 6월 1일 상사국민학교로 개칭
- 1981년 3월 1일 병설유치원 개원 (1학급)
- 1988년 3월 1일 도월국민학교 통폐합
- 1996년 3월 1일 상사초등학교로 개칭
- 2010년 3월 1일 쌍지분교장 통폐합
- 2016년 9월 1일 제31대 송태근 교장 부임
- 2017년 2월 14일 제81회 졸업생 10명(4,346명)

## 학교 상징
- 교색 - 파란색 : 푸른꿈, 청순
- 교화 - 벚꽃 : 순결, 정열
- 교목 - 소나무 : 기개, 성실

## 참고 자료
- 상사초등학교 - 한국교육학술정보원 학교알리미